# Накануне поста
«Накануне поста» — рассказ Антона Павловича Чехова 1887 года.

## Публикация
Рассказ «Накануне поста» был впервые опубликован «Петербургской газетой» в № 52 от 23 февраля (по старому стилю) за 1887 год в разделе «Летучие заметки» и подписан псевдонимом А. Чехонте. В пересмотренной версии (со значительно сокращёнными речами Павла Васильевича и добавлением ещё одной тёти) Чехов включил его во второй том «Собрания сочинений», опубликованный Адольфом Марксом в 1899 году (стр. 177—182).

## Сюжет
Последний день перед Великим постом. Семья занята готовкой, зная, что им придётся провести следующие семь недель на постной диете. Пелагея Ивановна зовёт своего мужа Павла Васильича на помощь сыну Стёпе, ученику второго класса, который сидит в детской, плачет над учебником, испытывает затруднения в понимании деления дробей, как шутит Павел Васильич, по-видимому из-за того, что съел слишком много блинов. Однако отец, сам запутавшись, начинает рассказывать собственные истории о своей школе.
Пелагея Ивановна зовёт их к столу на чай, где они присоединяются к ней в компании двух тёток (одна из которых в основном молчит, другая глухонемая) и повитухи Марковны. Разговор сосредоточен вокруг превосходного качества варенья. Павел Васильич делает попытку окунуться в свои школьные воспоминания рассказом о школьнике по фамилии Мамахин, который терроризировал своих учителей.
Самовар, чашки и скатерть убраны, но семья не покидает стол, ожидая ужина. Марковна начинает икать, а Павел Васильич и Стёпа сидят бок о бок, просматривая журнал «Нива». Кухарка Анна входит в столовую и просит прощения у всех, кроме повитухи, которой она считает излишним кланяться, так как она не из дворян.
Во время декламации Павлом Васильичем латинских стихов Стёпа пугает свою маму заявлением, что он хочет спать и пойдёт ложиться. Немыслимо, чтобы мальчик пропускал последний ужин перед Великим постом, поэтому она бросается на кухню, чтобы поторопить кухарку, и стол накрывается на ужин.